# Поддембице
Поддембѝце (на полски: Poddębice) е град в Централна Полша, Лодзко войводство. Административен център е на Поддембишки окръг, както и на градско-селската Поддембишка община. Заема площ от 5,87 км2.